# Адинамія
Адинамія (грец. αδυναμια — безсилля) — хворобливий стан, симптом, що проявляється у великій кволості, неспроможності рухатись тощо. Спостерігається найчастіше після тяжких інфекційних або виснажливих хвороб, після сонячного удару.